# Edgar Cayce
Edgar Cayce [ˈkeɪsiː], född 18 mars 1877, Hopkinsville, Kentucky, död 3 januari 1945, var en amerikan som genom att försätta sig i ett transtillstånd kunde utfrågas i ämnen såsom sjukdomar, filosofi, framtidsförutsägelser och metafysisk kunskap. Under sin livstid gav han över 14 000 nedtecknade så kallade readings, "läsningar", där han föreskrev botmededel och mediciner för människor som sökte hans hjälp. Medicinska experter har kallat honom för kvacksalvare.